# Рудольф Віндіш
Рудольф Віндіш (нім. Rudolf Windisch; 27 січня 1897, Дрезден — імовірно, 27 травня 1918) — німецький льотчик-ас, герой Першої світової війни, лейтенант (5 грудня 1916). Кавалер ордена Pour le Mérite.

## Біографія
Пішов в армію ще перед Першою світовою війною, почавши службу в 177-му піхотному полку. Брав участь в боях з перших днів війни, отримав легке поранення 21 листопада 1914 року.
Був переведений в авіацію 22 січня 1915 року і направлений в школу військових пілотів у Лейпцигу.
Отримав звання унтер-офіцера 10 червня, й призначення у 6-й запасний льотний дивізіон на посаду інструктора. Подавши рапорт про переведення його в бойову частину, Віндіш потрапив 1 травня 1916 року в 62-й польовий льотний дивізіон, а 15 червня вирушив у його складі на Східний фронт, де незабаром виявив себе.

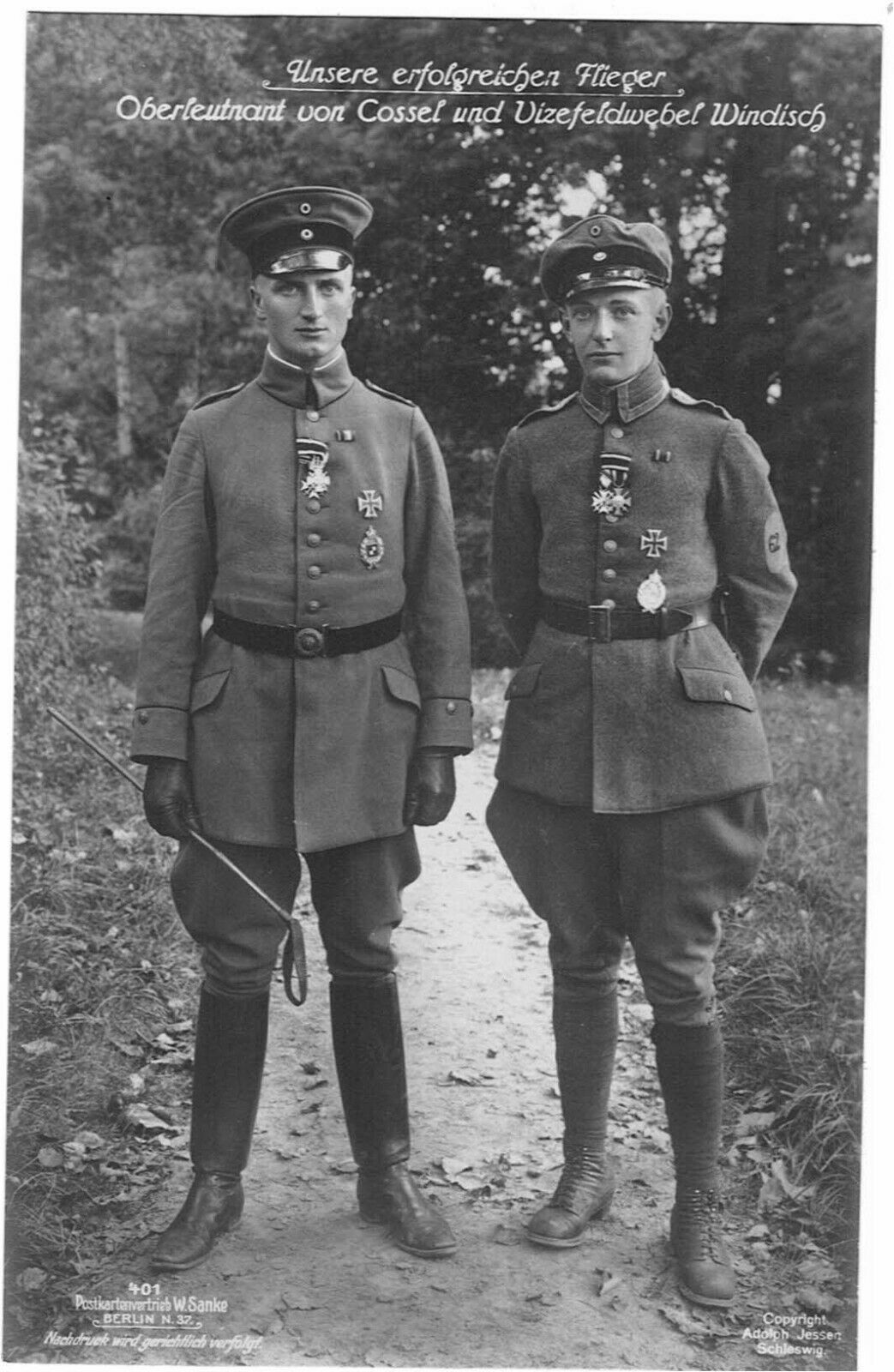
Віндіш (праворуч) і Максиміліан фон Коссель.

2-3 жовтня 1916 року Віндіш разом із своїм спостерігачем обер-лейтенантом Максиміліаном фон Косселем здійснив першу в історії повітряно-десантну операцію: 2 жовтня Віндіш висадив Косселя в російському тилу, де той підірвав стратегічно важливий залізничний міст на лінії Рівне—Броди. Наступного дня Віндіш забрав Косселя. Обом авіаторам нагороди за операцію особисто вручив імператор Вільгельм II.
24 листопада 1916 року Віндіш був направлений в 2-гу бомбардувальну ескадру на Західний фронт.
Коли стали створюватися нові винищувальні ескадрильї, в них переводили досвідчених пілотів із двомісних машин, і таким чином Віндіш був направлений 20 лютого 1917 до складу 31-ї винищувальної ескадрильї (Jasta 32).
10 січня 1918 року його перевели в Jasta 50, але він пробув там дуже недовго, оскільки вже 24-го числа того ж місяця був призначений командиром Jasta 66. 27 травня Віндіш довів рахунок своїх перемог до 22, але в цей день він і сам був збитий.
Спочатку склалася стійка думка, що Рудольф Віндіш уцілів і опинився в полоні у французів, але він не повернувся на батьківщину після закінчення війни, і обставини його смерті невідомі. Ходила легенда, що він був застрелений при спробі втечі, використовуючи викрадений французький літак, але, оскільки обставини його смерті невідомі, ця історія скоріш за все є просто красивою легендою.

## Нагороди
- Нагрудний знак військового пілота (Пруссія)
- Залізний хрест
  - 2-го класу (12 липня 1916)
  - 1-го класу (28 серпня 1916) — за першу повітряну перемогу (знищений аеростат).
- Орден Корони (Пруссія) 4-го класу з мечами — єдиний льотчик, нагороджений під час Першої світової війни.
- Орден «За заслуги» (Вальдек) 3-го класу з мечами (18 жовтня 1916) — нагороджений особисто імператором Вільгельмом II.
- Медаль Святого Генріха
  - срібна (18 жовтня 1916) — нагороджений особисто імператором Вільгельмом II.
  - золота
- Орден Альберта (Саксонія), лицарський хрест 1-го класу з мечами (4 листопада 1917) — за 4 перемоги.
- Срібна медаль за хоробрість (Австро-Угорщина)
- Королівський орден дому Гогенцоллернів, лицарський хрест з мечами
- Pour le Mérite (6 червня 1918)